# Oria (fiume)
Il fiume Oria, anche conosciuto come Rio de Orio, è un fiume della Gipuzkoa, provincia dei Paesi Baschi.
A causa della sua lunghezza, portata e numero di città che attraversa è ritenuto il fiume principale della regione. Nasce nel porto di San Adrián, ai piedi della Sierra de Aizkorri dall'unione dei ruscelli Latzaen e Otzaurte (Zupitxoeta) e prosegue con una lunghezza di 75,5 km lungo le città di Zegama, Segura, Olaberria, Beasain, Ordizia, Itsasondo, Lagorreta, Ikaztegieta, Alegia, Tolosa, Anoeta, Irura, Villabona, Zizúrkil, Aduna, Andoain, Lasarte-Oria e Usurbil, per poi sfociare nel Mar Cantabrico, nei pressi della località di Orio.
Il fiume Oria ha un bacino idrografico di 861 km², con una portata media annuale di 22,95 m³/s (max: 50,56 m³/s, min: 9,62 m³/s)

## Affluenti
I suoi affluenti principali sono i fiumi:
- Ursurán
- Agaunza
- Amundarain
- Amezketa
- Araxes
- Berástegui
- Leizarán

## Caratteristiche
Nel suo tratto finale, compreso tra le città di Usurbil e Orio, il fiume Oria presenta un grande estuario, in passato molto più esteso, nel quale ancora oggi si possono incontrare siti paludosi di alto valore ecologico, che conservano una significativa avifauna e comunità vegetali tipiche degli ambienti salmastri. Questo tratto del fiume è inoltre navigabile da piccole imbarcazioni.
Nella zona compresa tra Usurbil e Aginaga vi sono tracce di un antico letto di fiume, la cui foce si trova nella baia di Concha (Ondarreta).